# Clues
Clues è il sesto album discografico in studio del cantante Robert Palmer, pubblicato nel 1980.
La canzone Johnny and Mary è stata usata anche per diversi spot della marca automobilistica francese Renault, con diversi arrangiamenti.

## Tracce
Testi e musiche di Robert Palmer, tranne dove indicato.
1. Looking for Clues – 4:52
2. Sulky Girl – 4:07
3. Johnny and Mary – 3:59
4. What Do You Care – 2:44
5. I Dream of Wires – 4:34 (Gary Numan)
6. Woke Up Laughing – 3:36
7. Not a Second Time – 2:48 (John Lennon, Paul McCartney)
8. Found You Now (Gary Numan, Robert Palmer)